# Heteropsis drepana
Heteropsis drepana är en fjärilsart som beskrevs av John Obadiah Westwood 1850. Heteropsis drepana ingår i släktet Heteropsis och familjen praktfjärilar. Inga underarter finns listade i Catalogue of Life.